# Quercus tatakaensis
Quercus tatakaensis — вид дуба. Це ендемік острова Тайвань. Населяє гірські ліси часто на вапняках.

## Морфологічна характеристика
Дерево до 15 м × 30 см. Молоді пагони з темно-коричневим запушенням стають голими. Листя вічнозелене, шкірясте, з до 13 бічних жилок з обох боків середньої жилки, до 16 × 6 см, від еліптичних до довгастих або ланцетних, загострених на верхівці, округлих до звужених біля основи, з до 7 або 8 зубців з кожного боку, крім основи. Листки тонковолосисті з обох боків у молодому віці стають голими. Листкові ніжки до 2 см завдовжки, рідше в молодому віці запушені. Чашечки напівкулясті, до 8 × 10 мм. Жолуді еліпсоїдні, 2.2 см завдовжки, близько половини укладені в чашку і дозрівають на другий рік.